# Мугла
 Тази статия е за селото в южна България.  За града в югозападна Турция, вижте Мугла (Турция).  
Мугла е село в Южна България, област Смолян, община Смолян.

## География
Село Мугла се намира в централните Родопи. Намира се на 25 km от град Смолян и на 36 km от Девин, в близост до връх Голям Перелик, землището на Смолян, местност Мурсалица, землището на Настан и обезлюденото село Чамла. От 1990 до 2022 година достъпът до Девин по съществуващия път Мугла - Тешел е прекъснат поради пропадане на бетоновия мост над Триградската река, който е с дължина около 25 метра. През 2022 година Южноцентралното държавно предприятие в Смолян възстановява пътя Мугла-Тешел. Точно под връх Карлък над селото се намира местността Михрапа, някогашно свещеното място за мюсюлманите. В близост е до защитената местност Казаните – Гьовренско землище, местността Чаирите – Триград, почти обезлюденото селище Чамла и заличено село Мугленски Касък.

## История
Има легенда, която гласи, че четирима овчари открадват моми от Смолян и ги отвеждат на 24 км навътре в планината, за да не могат да бъдат открити. Така се поставя началото на селото – Мугла. Стари имена на селото са Могила и Муглен.
Първите жители на селото се заселват на това място заради чистата, приятна на вкус вода. Преди години селото е разполагало с училище, в което учели над 300 ученици. Сега средната възраст на жителите е над 50 години, училището пустее. Селото се нарича Мугла, защото много често то потъва в мъгла. Жителите на селото се славят със своята гостоприемност. Те поздравяват всеки новодошъл и в случай, че искате да пренощувате в селото, местните обикновено предлагат дома си или най-малкото ще ви упътят към някой гостоприемен съсед.
През 1872 година в селото има 150 къщи. От 1878 до 1886 година то попада в т. нар. Тъмръшка република, като първоначално селото е седалище на републиката. През 1920 година в селото живеят 666 души, през 1946 – 1014 души, а през 1965 – 1422 души.
Според Любомир Милетич към 1912 година населението на село Мугла се състои от помаци.
В документ от главното мюфтийство в Истанбул, изброяващ вакъфите в Княжество България, допринасяли в полза на ислямските религиозни, образователни и благотворителни институции в периода 16 век – 1920 година, съставен в периода от 15.09.1920 до 03.09.1921 година, като вакъфско село се споменава и Мугла (Muğla).
До 1983 година Мугла е било съставно село на община Девин.

## Религии
Населението се състои от българи  изповядващи ислям. Жителите на селото се определят като помаци с българско самосъзнание. В Мугла са съхранени автентични родопски обреди и песни.

## Природа
- Тук се намира една от най-големите популации на дива коза в Родопите. Козите наброяват около 50 – 70 броя.
- Районът на с. Мугла е известен сред спелеолозите с пещерите си: Дангалешка пропаст, дълга 1142 м, Камбанките – 456 м и др. [6]
- Резерват Казаните се намира в близост до селото и обхваща 161 хектара. Създаден е с цел да се съхранят причудливи форми на природата и смесени гори от ела, черен бор, бук, смърч и характерните за тях флора и фауна. Обявен е за резерват през 1968 г.
- В самото село се намират находища на Родопски силивряк (Орфеево цвете). Балкански ендемит – среща се само на Балканския полуостров. Расте в пукнатините на скали. Защитен вид, включен е в Червената книга на България. Силиврякът издържа много време на суша. Ботаниците са установили, че може да преживее повече от 30 месеца изсушен в хербарий, след което при овлажняване започва отново да се развива нормално. Растението свива цветовете си, когато е на сянка и веднага се отваря, когато го огрее слънце. Силиврякът много прилича на иглика, но цветовете му имат синкаво-бяла окраска с фуниевидна форма.

## Обществени институции
- Кметство село Мугла
- Държавно горско стопанство
- Джамийско настоятелство

## Културни и природни забележителности
- Природна забележителност „Казанджи дере“ – защитена територия, обявена с цел опазване на каскада от уникални водопади и вирове, под формата на „казани“, образувани от естественото течение на водата, в резултат на ерозионни процеси в дере – приток на река Мугленска.[7]
- Екопътека „Казанджи дере“ – екомаршрут през природната забележителност с дължина 700 метра (1400 м в двете посоки). Преминаване през три мостчета и достигане до панорамна площадка над водопадите. Наличие на кът за отдих с място за палене на огън извън границите на защитената територия.[8]
- Анкин баир
- Михрапа
- Мурсалица
- Ледницата

## Редовни събития
Всяка година през месец август селото празнува своя празник, наречен „Среде лято“. Той се тачи от незапомнени времена. Мугла е единственото село в Родопите, което отдава почит на слънцето. На празника обикновено се представя групата към читалището и се прави курбан за здраве и берекет на връх Михрапа. Празникът продължава 3 дена с кръшни хора, звуците на родопската каба гайда и лиричните родопски песни.

## Други
- В селото и в околностите му е сниман филма „Време разделно“ по книгата на Антон Дончев.
- В селото и в околностите му е сниман филма „Гори, гори, огънче“.
- В селото и в околностите му е сниман девети епизод от поредицата „Изгубени в България“ Архив на оригинала от 2011-12-03 в Wayback Machine..
- На хълма над селото, по посока хижа „Ледницата“, расте известният Мурсалски чай.
- Селото е богато на карстови извори, най-големият от които – Яза, захранва курорта Пампорово и град Смолян с вода чрез дълъг 23 километра водопровод.
- Селото е известно в областта с успехите на Ловно рибарска дружина – Мугла
- Гостите на селото непременно трябва да опитат от местните кулинарни специалитети – „люта“, кус-кус, пироле, патетник, качамак, клин, марудници, брънза сирене, боров мед и др.

## Личности
- проф. Теофил Гачилов – конструктор на хладилниците „Мраз“[9]
- Елена Алекова – българска поетеса;

## Галерия
- Къщи
- Реката
- Изглед към Мурсалица
- Училището
- Яза – извора, от който се снабдява с вода Смолян и Пампорово. (в строеж)
- Казанджи дере
- Природата на село Мугла
- Силивряк в околностите на Мугла